# Kyle Alessandro
Kyle Alessandro Helgesen Villalobos (* 10. března 2006 Levanger) je norský zpěvák a textař, který s písní „Lighter“ reprezentoval Norsko na Eurovision Song Contest 2025.

## Mládí
Alessandro se narodil 10. března 2006 ve městě Levanger ve středním Norsku, španělskému otci a norské matce. Vyrůstal v Steinkjeru a Trondheimu.

## Kariéra
Alessandro se v roce 2017 ve věku deseti let zúčastnil talentové soutěže Norske Talenter, norské verze pořadu ČSMT, vysílané na stanici TV 2. Následovala jeho vystoupení v několika televizních pořadech jako Allsang på Grensen a vydání několika singlů i jeho debutového studiového alba Første kapittel.

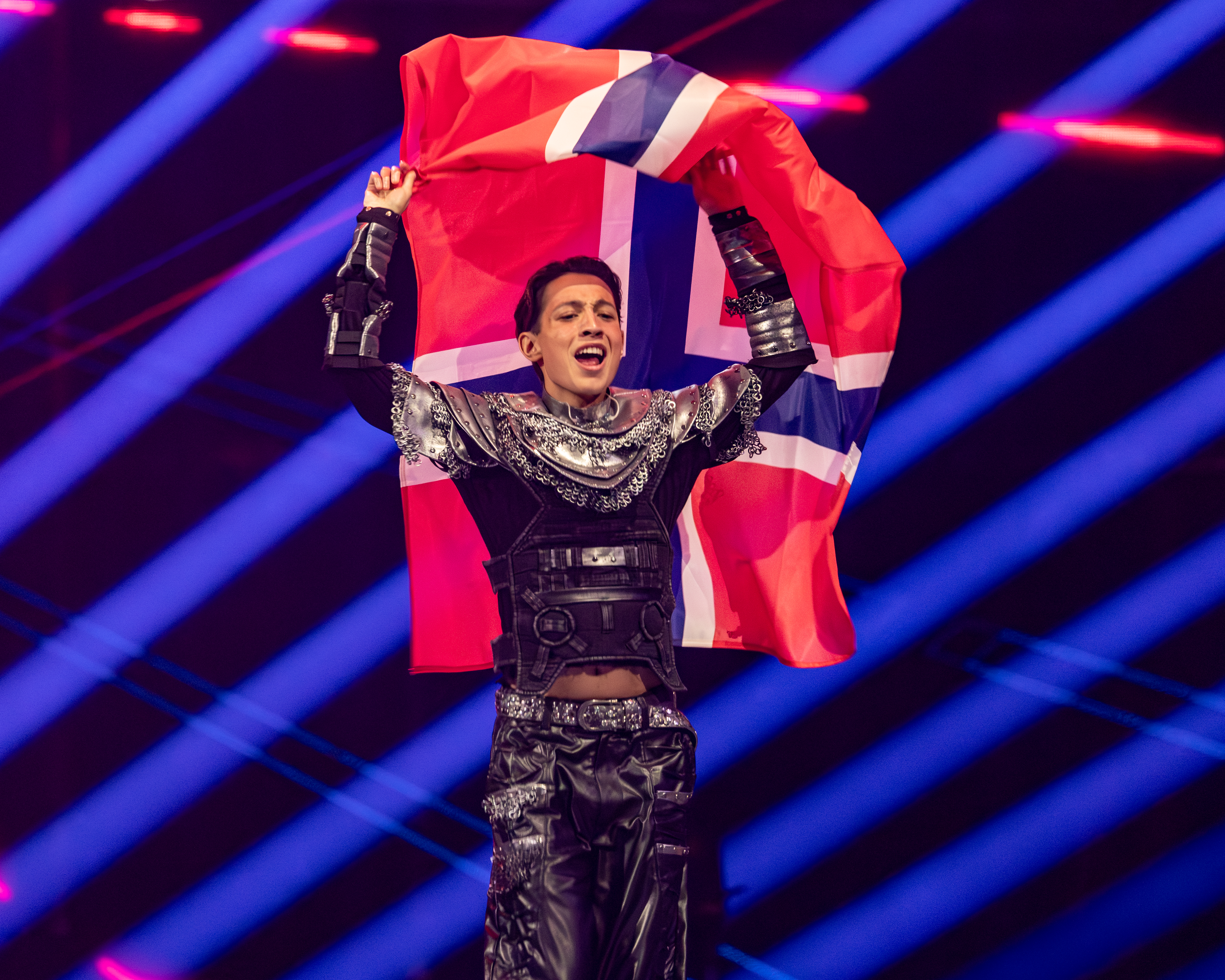
Alessandro během průvodu vlajek na Eurovision Song Contest 2025

Na Melodi Grand Prix 2023, norském národním kole pro Eurovision Song Contest 2023, vystoupil Alessandro společně s Kristianem Haugstøylem a Magnusem Winjumem jako součást kolektivního projektu s názvem Umami Tsunami, který opustil počátkem roku 2024. Skupina se s písní „Geronimo“ kvalifikovala do finále, kde však skončila na posledním místě. O dva roky později se vrátil na Melodi Grand Prix 2025 už jako sólový interpret s písní „Lighter“, kterou napsal společně se švédským producentem Adamem Woodsem. Soutěž vyhrál a získal tak právo reprezentovat Norsko na Eurovision Song Contest 2025, která se konala v květnu ve švýcarské Basileji.
Dne 13. května 2025 vystoupil Kyle Alessandro v prvním semifinále soutěže a úspěšně postoupil do velkého finále, které se konalo 17. května 2025. V něm obsadil 18. místo s celkovým ziskem 89 bodů.

## Diskografie

### Studiová alba
- 2017: Første kapittel
- 2023: Evig & alltid

### Singly
- 2017: „Din sang“
- 2017: „Boomerang“
- 2018: „Som du e“
- 2018: „Dødskul“
- 2018: „Señorita“
- 2018: „Hoodie“
- 2019: „Fly med meg“
- 2019: „Hun er forelska i lærer’n“
- 2019: „Mi Corazón“
- 2022: „Solo“
- 2023: „Geronimo“ (ve skupině Umami Tsunami s Kristianem Hauxem and Magnusem Winjumem)
- 2023: „N.E.B.U.D.“ (ve skupině Umami Tsunami s Kristianem Hauxem and Magnusem Winjumem)
- 2023: „Tårer i paradis“ (Kate Gulbrandsen feat. Kyle Alessandro)
- 2024: „Rodeo“
- 2024: „Loyal" (ve skupině Umami Tsunami s Kristianem Hauxem)
- 2024: „Pulse“
- 2024: „Kommer du?“ (s Hilmerem)
- 2025: „Lighter“